# LCD Soundsystem
LCD Soundsystem är ett amerikanskt dance-punkband från New York som bildades 2002. Bandet frontas av musikern James Murphy, som är delägare till skivbolaget DFA Records.

## Historia
Bandets första singel Losing My Edge släpptes i juli 2002 och blev en undergroundhit över hela USA och i Europa. Den följdes 2004 upp av singeln Yeah och i januari 2005 av det självbetitlade dubbelalbumet LCD Soundsystem. Singeln Daft Punk Is Playing At My House blev en stor hit.
2007 släpptes det andra studioalbumet, Sound of Silver. Låten All My Friends blev utsedd till 2000-talets näst bästa låt av Pitchfork Media.
2010 släpptes This Is Happening som överlag fick positiva reaktioner från kritiker. 5 februari 2011 tillkännagav gruppen att de skulle utföra en sista konsert i Madison Square Garden för att därefter upplösas.
På julafton 2015 släppte gruppen låten "Christmas Will Break Your Heart". I början på 2016 blev det klart att gruppen skulle återförenas, spela på Coachella Valley Music and Arts Festival och släppa ett nytt album under året.

## Diskografi

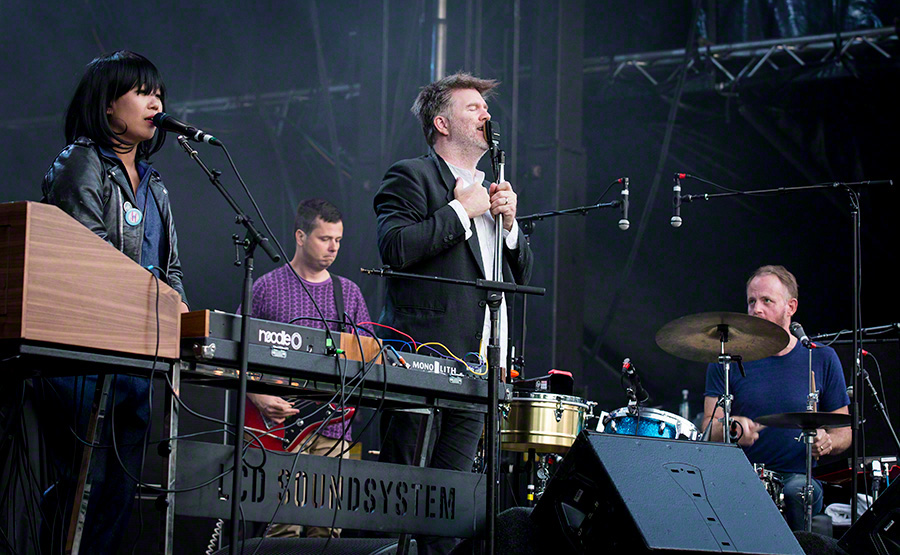
LCD Soundsystem 2016

### Studioalbum
- 2005 – LCD Soundsystem
- 2007 – Sound of Silver
- 2010 – This Is Happening
- 2017 – american dream
- 2019 – Electric Lady Sessions

### Remixalbum
- 2006 – Introns

### Singlar
- 2002 – Losing My Edge/Beat Connection
- 2002 – Give It Up
- 2004 – Yeah
- 2004 – Movement
- 2005 – Daft Punk Is Playing At My House
- 2005 – Disco Infiltrator
- 2005 – Tribulations
- 2007 – North American Scum
- 2007 – No Love Lost (Joy Division cover) / Poupee de cire (Serge Gainsbourg cover)/ Split 7" med Arcade Fire
- 2007 – Someone Great
- 2007 – Confuse the Marketplace (EP)
- 2008 – Time to Get Away
- 2008 – Big Ideas
- 2009 – Bye Bye Bayou (Alan Vega-cover för Record Store Day 2009)
- 2010 – Pow Pow
- 2010 – Drunk Girls
- 2010 – I Can Change
- 2010 – Throw
- 2015 – Christmas Will Break Your Heart
- 2017 – call the police / american dream